# Société des sciences historiques et naturelles de la Corse
La Société des sciences historiques et naturelles de la Corse (abrégée SSHNC) est une société savante créée en décembre 1880 à Bastia. Elle étudie l'histoire et les archéologie de la Corse.

## Présidents
- Abbé Lucien Auguste Letteron  (1881-1914),
- François Girolami-Cortona (1917),
- Leschi (1926-1932),
- Jean Augustin Costa (1932-1938)
- Auguste Ramelli (1948-1961),
- Pierre Simi (1961-1992)
- Jean-Michel Casta (2016- )[1]

| Identité                         | Période     | Période | Durée |
| Identité                         | Début       | Fin     | Durée |
| -------------------------------- | ----------- | ------- | ----- |
| Francis Beretti (d) (né en 1939) | 11 mai 2022 |         |       |